# Yanshi
Yanshi (偃师市S, YǎnshīP) è una città-contea della Cina, situata nella provincia di Henan e amministrata dalla prefettura di Luoyang.